# Geoffroyus heteroclitus
El lorito heteróclito (Geoffroyus heteroclitus) es una especie de ave psitaciforme de la familia Psittaculidae que habita en los archipiélagos de las islas Bismarck y Salomón

## Descripción
Mide alrededor de 25 cm de largo. Presenta un plumaje de color verde en la mayor parte de su cuerpo, con la cabeza amarilla en el caso de los machos, rodeada por el cuello gris azulado o violáceo según las subespecies. En cambio las hembras tienen la cabeza gris. Su pico es amarillento y muy curvado hacia abajo, y sus patas grisáceas.

## Taxonomía
Se reconocen dos subespecies:
- G.h. heteroclitus - distribuido por la mayor parte las islas Bismark y las islas Salomón, salvo en la isla de Rennell. Sus machos tienen el cuello gris azulado.
- G.h. hyacinthinus - presente únicamente en la isla Rennell. Sus machos tienen el cuello gris violáceo.

## Distribución y hábitat
Se encuentra localizado en las islas Bismarck e islas Salomón, distribuido por las selvas húmedas de estos archipiélagos pertenecientes a Papúa Nueva Guinea y las islas Salomón.